# Space Weather Prediction Center
Le Space Weather Prediction Center ou SWPC, connu antérieurement sous l'appellation Space Environment Center (SEC), est un centre du service météorologique des États-Unis situé à Boulder (Colorado) dont la mission est de suivre et prévoir les fluctuations de l'environnement spatial immédiat de la Terre. Cette météorologie spatiale comprend le suivi de l'activité solaire à l'origine du  vent solaire et des autres émissions dangereuses de l'astre, ainsi que leurs effets sur la Terre et la magnétosphère terrestre. Le SWPC émet des bulletins d'alerte qui sont notamment adressés aux opérateurs de satellites afin de leur permettre prendre des mesures de sauvegarde de leurs engins spatiaux ainsi qu'aux distributeurs d'électricité américains dont les installations terrestres peuvent être affectées.

## Mission
Le Space Weather Prediction Center est l'un des neuf centres de prévision environnementaux américains (NCEP). Il est géré conjointement par la NOAA, organisation-mère du NCEP, et l'Armée de l'Air américaine.
Son rôle est de surveiller en temps réel la formation de tempêtes solaires et de faire des prévisions sur les événements géophysiques qui peuvent en découler. Il mène également des recherches sur la physique du Soleil et de la magnétosphère, et développe des techniques de prévision des éruptions solaires. Le SWPC collabore avec d'autres organisations internationales, d'une part pour améliorer les connaissances  en partagent ses données et son expertise; et d'autre part pour diffuser les alertes liées aux effets du vent solaire et des autres émissions comme les rayons X auprès du public, de l'industrie et de la sécurité nationale .

## Applications
Plusieurs domaines sont affectés par les changements induits  par les tempêtes solaires dans l'environnement spatial. Le SPWC fournit des bulletins et avertissements à plusieurs secteurs d'activité, dont :
- Les compagnies de distribution électrique ;
- L'industrie du transport aérien :  La Federal Aviation Administration (FAA) requiert ainsi que les opérateurs des lignes aériennes prennent en considération la dégradation des ondes radio en région polaire, allant jusqu'au black out, due aux phénomènes magnétiques du vent solaire, ce qui peut amener à changer les trajectoires de vol ;
- Les opérateurs de satellites artificiels commerciaux et militaires (télécommunications, GPS, etc.)
- L'agence spatiale gérant les vols spatiaux habités, la NASA, qui utilise en particulier les bulletins du SWPC pour protéger la Station spatiale internationale) ;
- Les opérateurs des lanceurs ;
- L'Armée de l'Air américaine.

## Prévisions
Le SWPC produit des prévisions pour plusieurs types de phénomènes de météorologie spatiale et les impacts qui en résultent pour la Terre et les activités humaines. Des bulletins de format variables sont produits qui vont des prévisions détaillées avec discussions techniques à des messages qui donnent des informations en termes simples. Les prévisions sont basées sur l'analyse et la modélisation des conditions passées et présentes de l'environnement, ainsi que la persistance et la récurrence des régions actives sur le soleil sur une période de rotation solaire de 27 jours. Les différents produits sont :
- Aperçu de 27 jours du flux radio dans la longueur d'onde de 10,7 cm et des indices géomagnétiques ;
- Prévision de 3 jours de l'activité solaire ;
- Prévision de 3 jours de l'activité géomagnétique ;
- Discussion technique ;
- Nombre de taches solaire prédites et du flux radio ;
- Rapport et prévision de l'activité solaire et géophysique ;
- Progression du cycle solaire ;
- Bulletin d'aperçu de l'évolution de la météorologie spatiale ;
- Aperçu de 45 jours pour l'USAF ;
- Bulletin des faits saillants hebdomadaires et du cycle de 27 jours pour le public en général.